# Gustavo Alles
Gustavo Javier Alles Vila (Montevideo, 9 aprile 1990) è un calciatore uruguaiano, attaccante del Cooper.

## Carriera
Ha giocato nella massima serie dei campionati uruguaiano, peruviano, ecuadoriano, cileno e boliviano.